# Машъал (посёлок)
Машъал (узб. Mashʼal / Машъал) — посёлок городского типа, расположенный на территории Гузарского района Кашкадарьинской области Республики Узбекистан.
Статус посёлка городского типа с 2009 года.